# Rue Bauman

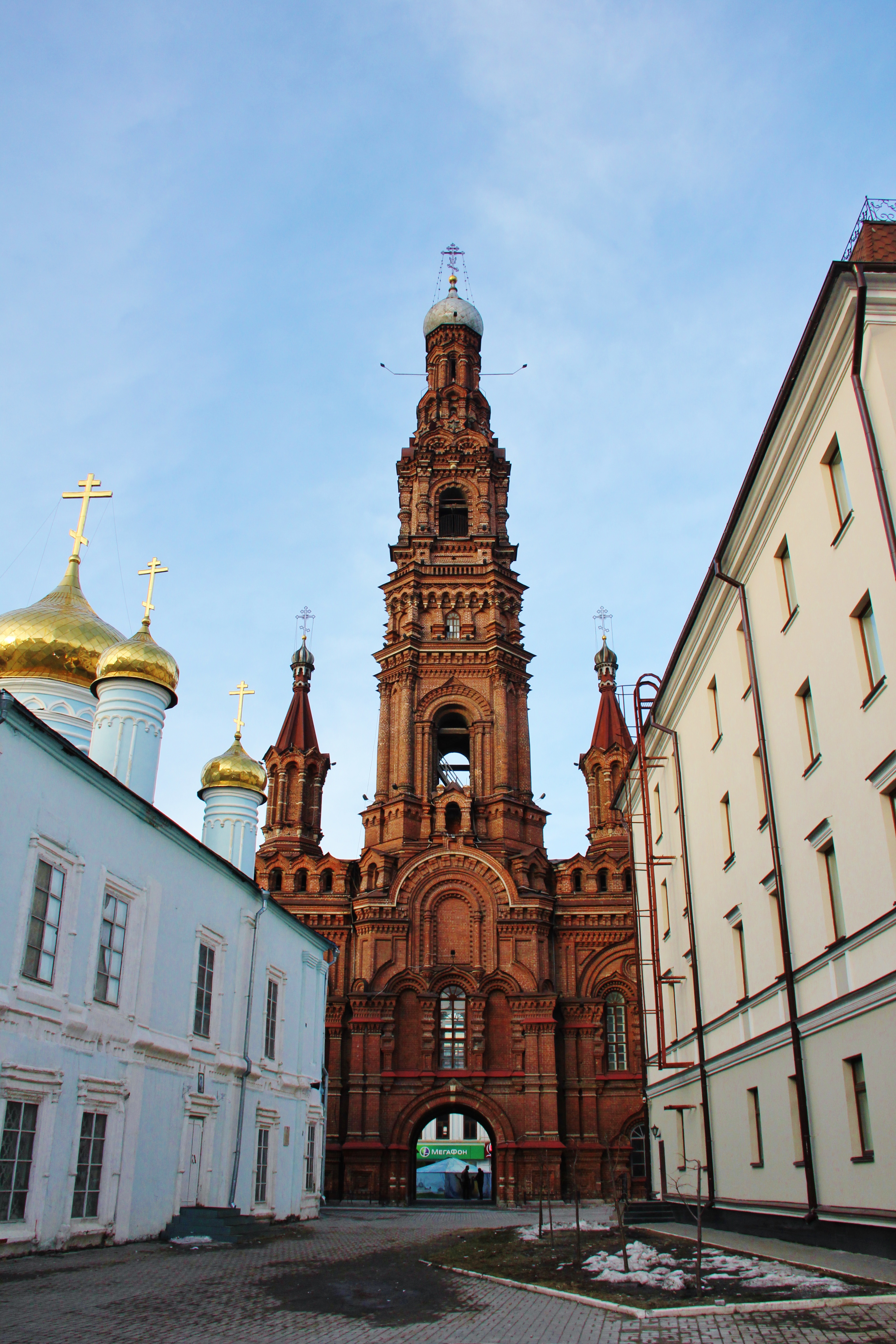
Clocher de l'église de l'Épiphanie.

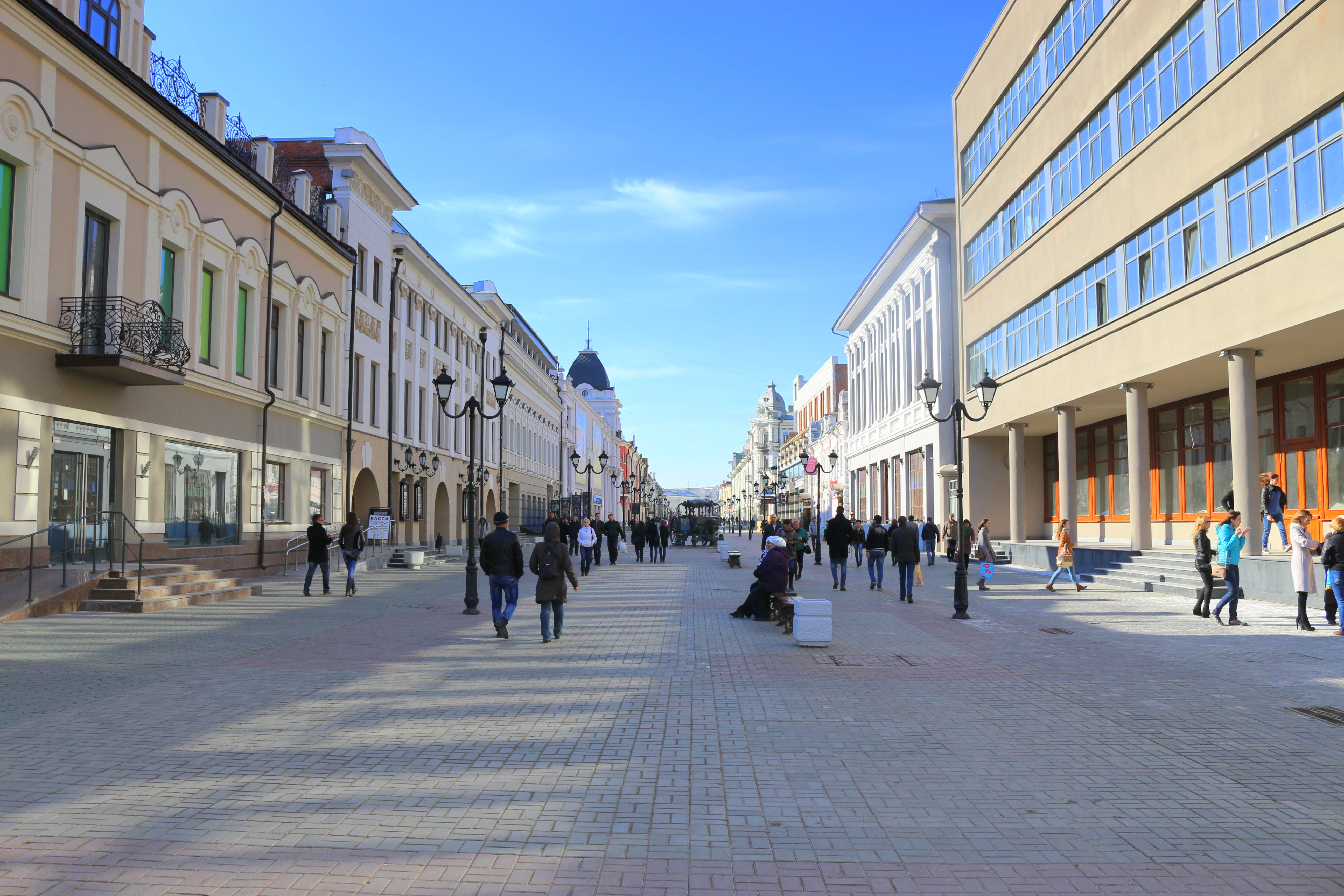
Vue de la rue Bauman.

La rue Bauman (russe : улица Баумана; tatar : Бауман урамы) est une voie piétonnière du cœur de la ville de Kazan en Russie et la plus emblématique de cette ville. Elle doit son nom au révolutionnaire local Nikolaï Bauman (1873-1905). Elle commence aux pieds du Kremlin de Kazan et se termine place Toukaï.  
La rue est pavée de briques multicolores, est bordée de bancs, de deux rangées de lampadaires. Elle est ombragée à certains endroits par des tilleuls. Des spectacles de rue et des expositions y sont organisés.  

## Histoire
Cette rue a toujours été une voie commerçante étant la deuxième en importance. Au début du XXe siècle chaque maison comprenait des commerces, il y avait des banques, des hôtels, des offices notariaux, etc. Il en est de même depuis la chute du communisme.  
Cette rue est connue depuis le XVe siècle. Elle allait du palais du khan à la limite de la ville. À la fin du XVIe siècle après la prise de la ville, elle est baptisée rue Prolomnaïa (rue des Brèches), puis rue Bolchaïa Prolomnaïa. Ce nom fait référence aux deux brèches faites par explosion à la tour Nour Ali et à la porte basse nogaï par les troupes d'Ivan le Terrible en 1552 pour s'emparer du kremlin. Plus tard, la rue est baptisée rue de l'Épiphanie (Bogoïavlenskaïa) en référence à la dédicace de l'église construite en 1731-1756.  
Le fameux chanteur Fédor Chaliapine a été baptisé dans cette église. Aujourd'hui on lui a érigé une statue près de l'église. 
En 1930, la rue reçoit son nom actuel d'après le révolutionnaire Nikolaï Bauman né en 1873 à Kazan et diplômé de l'Institut vétérinaire de Kazan. 
Une allée des étoiles tatares est créée en 2002. Les premières honorent en 2003 les chanteurs populaires Alfia Avzalova et Ilgam Chakirov, puis en 2004 le chanteur d'opéra Khaïdar Beguichev et en 2005 Mounira Boulatova et Salavat Fatkhoutdinov,.

## Transport
Stations de métro « Kremliovskaïa » au début de la rue et « Plochtchad Gabdoulli Toukaïa » à la fin de la rue.

## Édifices et monuments
- Église de l'Épiphanie dont la tour du clocher était la plus haute de la ville au début du XXe siècle
- Église Saint-Nicolas-d'En-Bas
- Théâtre académique Katchalov
- Hôtel Kazan
- Hôtel Chaliapine Palace avec devant la statue de Chaliapine
- Banque nationale du Tatarstan
- Maison de la gastronomie tatare
- Maison Solomine-Smoline, n° 62
- Maison de la Presse (style constructiviste)
- Magasin universel de la ville (Goum)
- Académie des sciences de la république du Tatarstan
- Monument du carrosse de Catherine II, réplique de celui dans lequel elle fit son entrée à Kazan en 1767
- Statue du chat de Kazan
- Horloge
- Fontaine avec des pigeons et des grenouilles et le personnage de Sou des contes tatars
- Monument du méridien zéro de Kazan

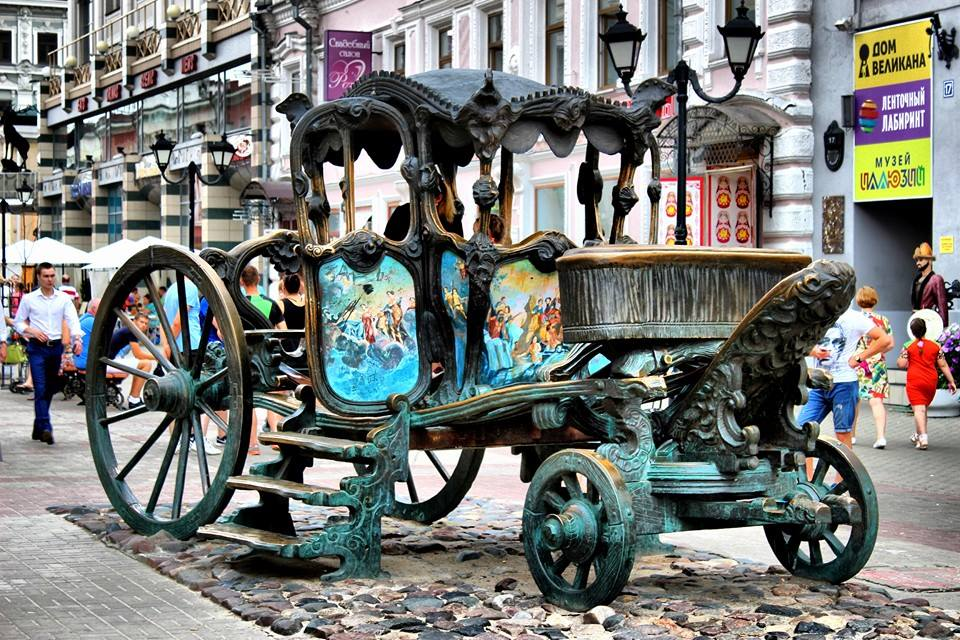
Réplique du carrosse de Catherine II.
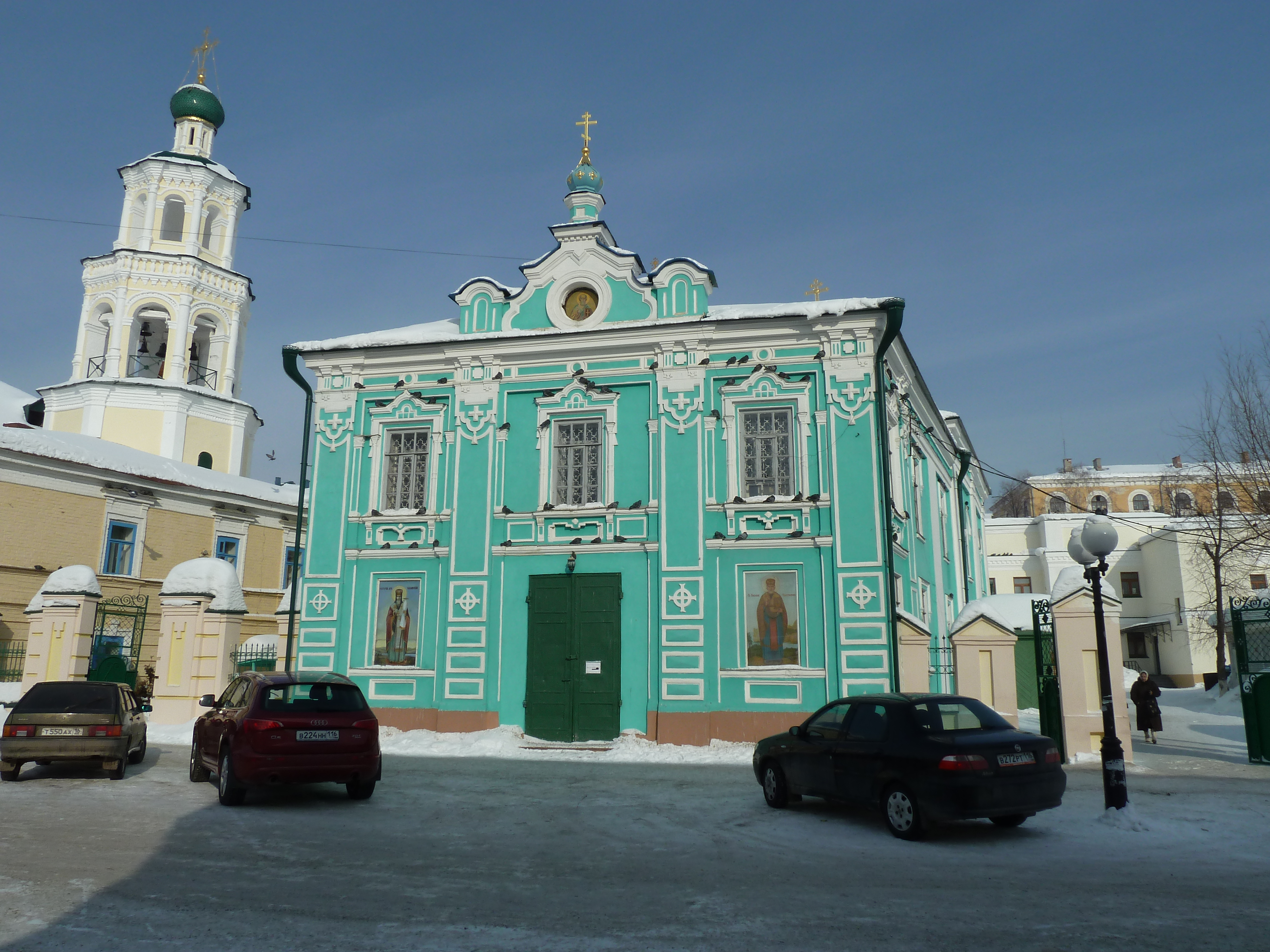
Église Saint-Nicolas.
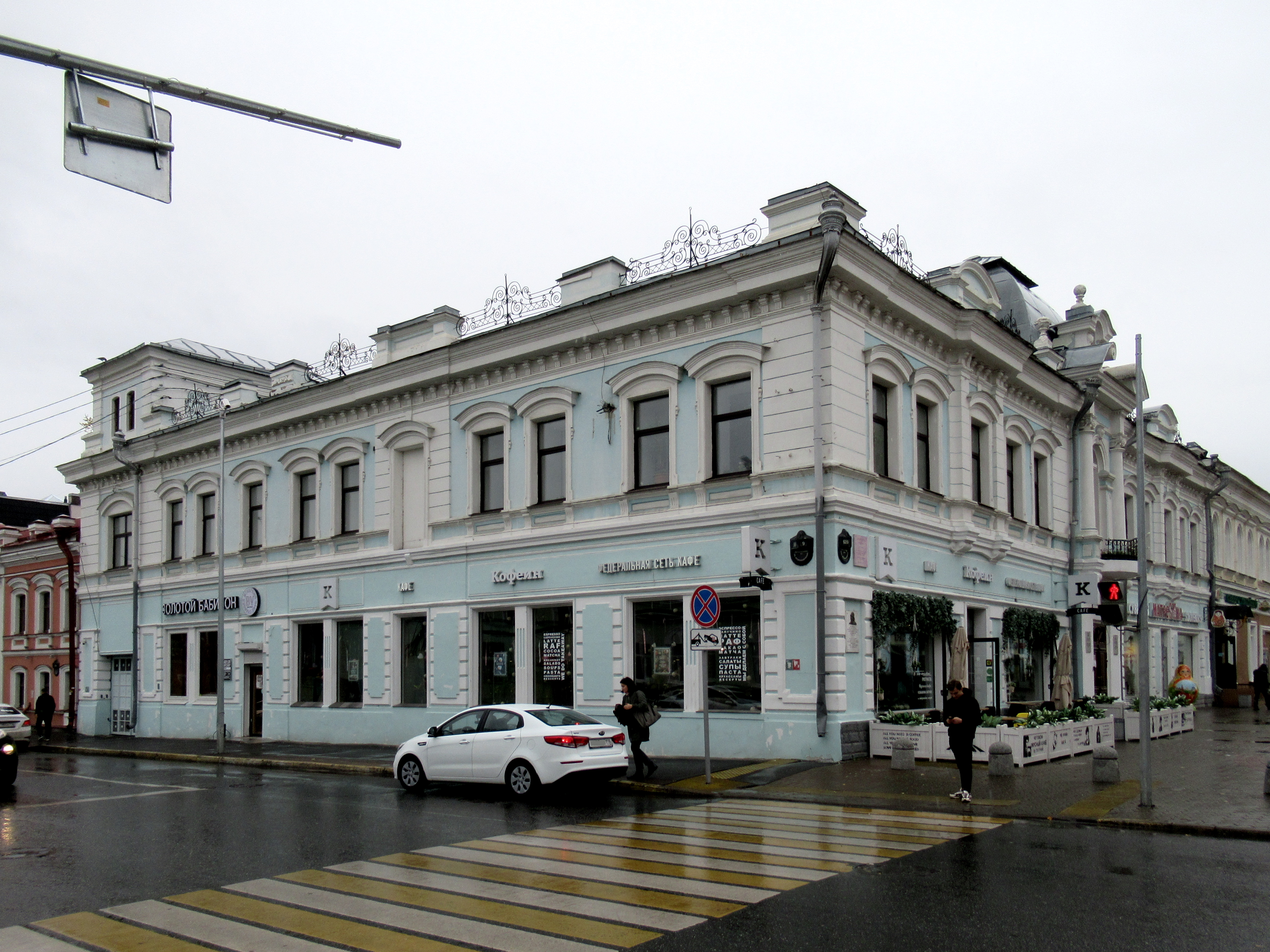
62, rue Bauman, maison Solomine-Smoline.
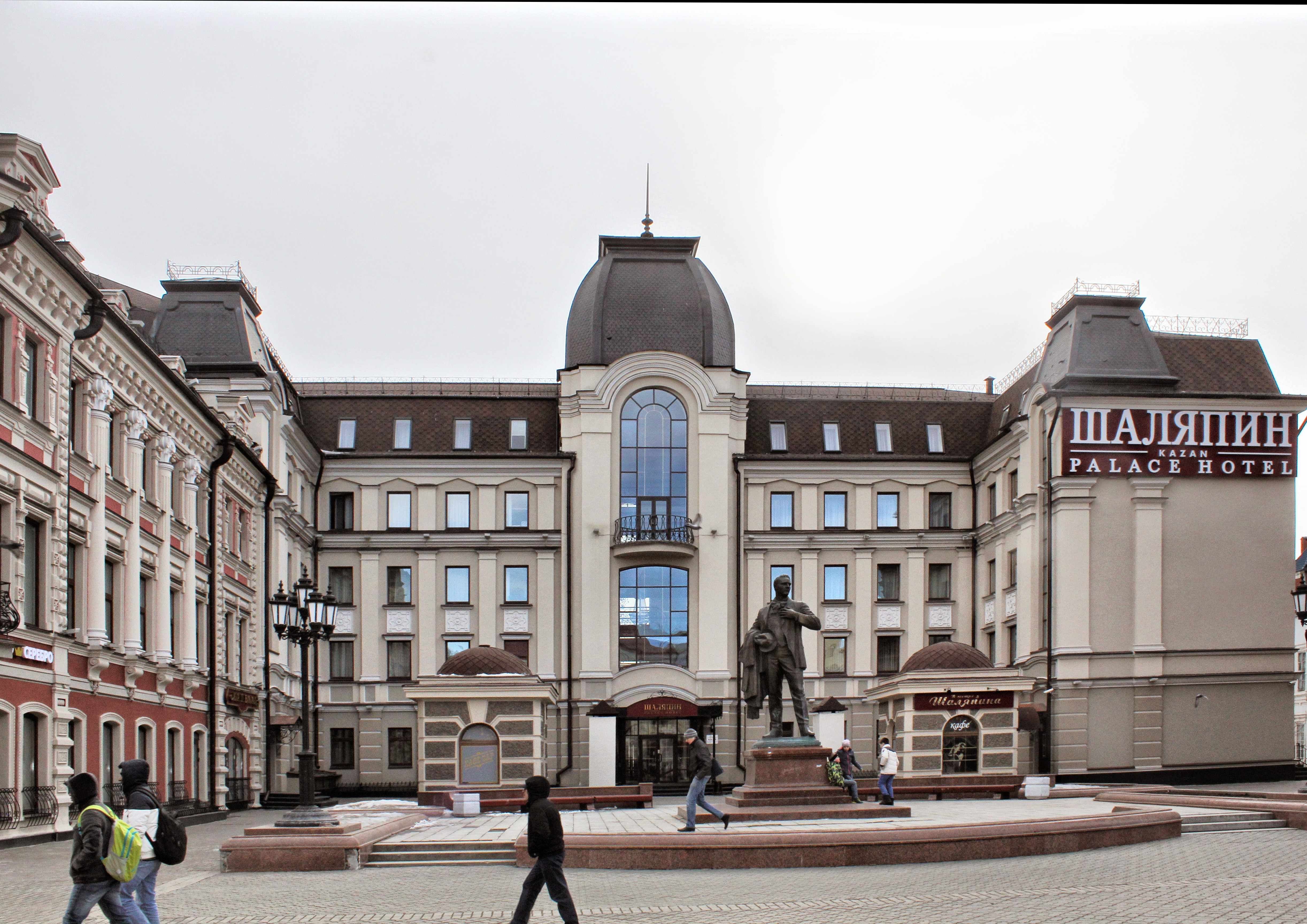
Palace-hôtel Chaliapine.
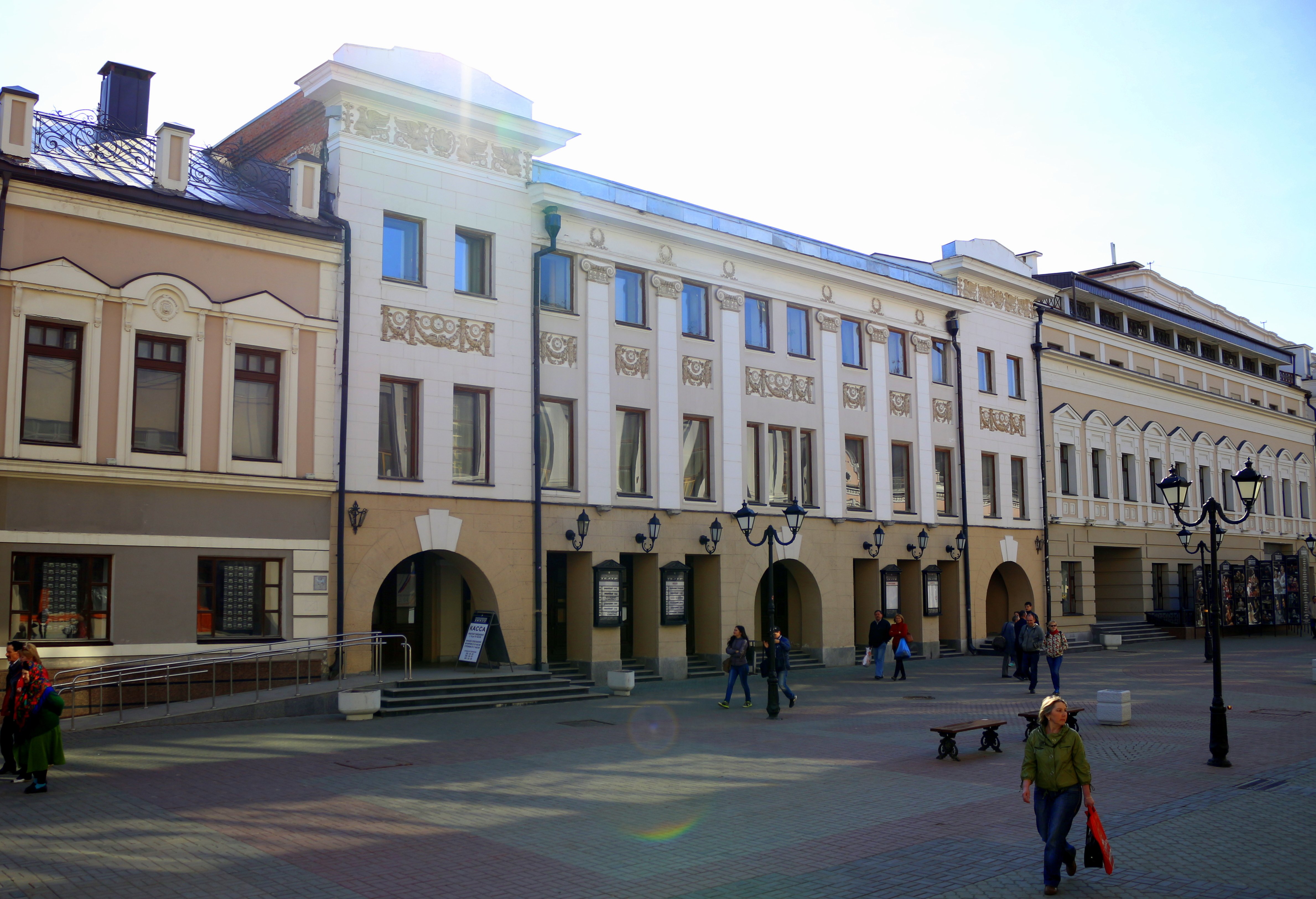
Théâtre Katchalov.
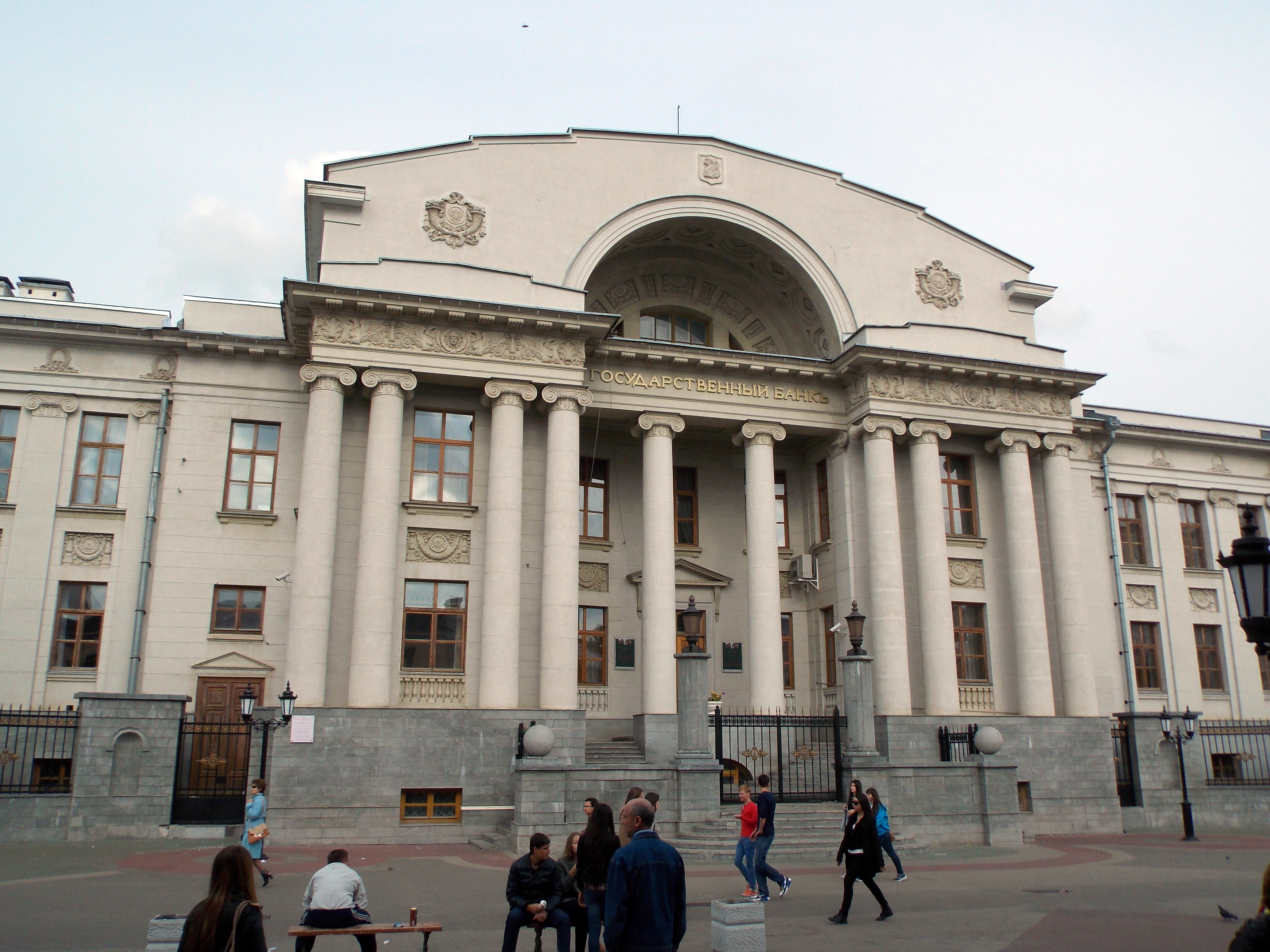
Banque nationale du Tatarstan.
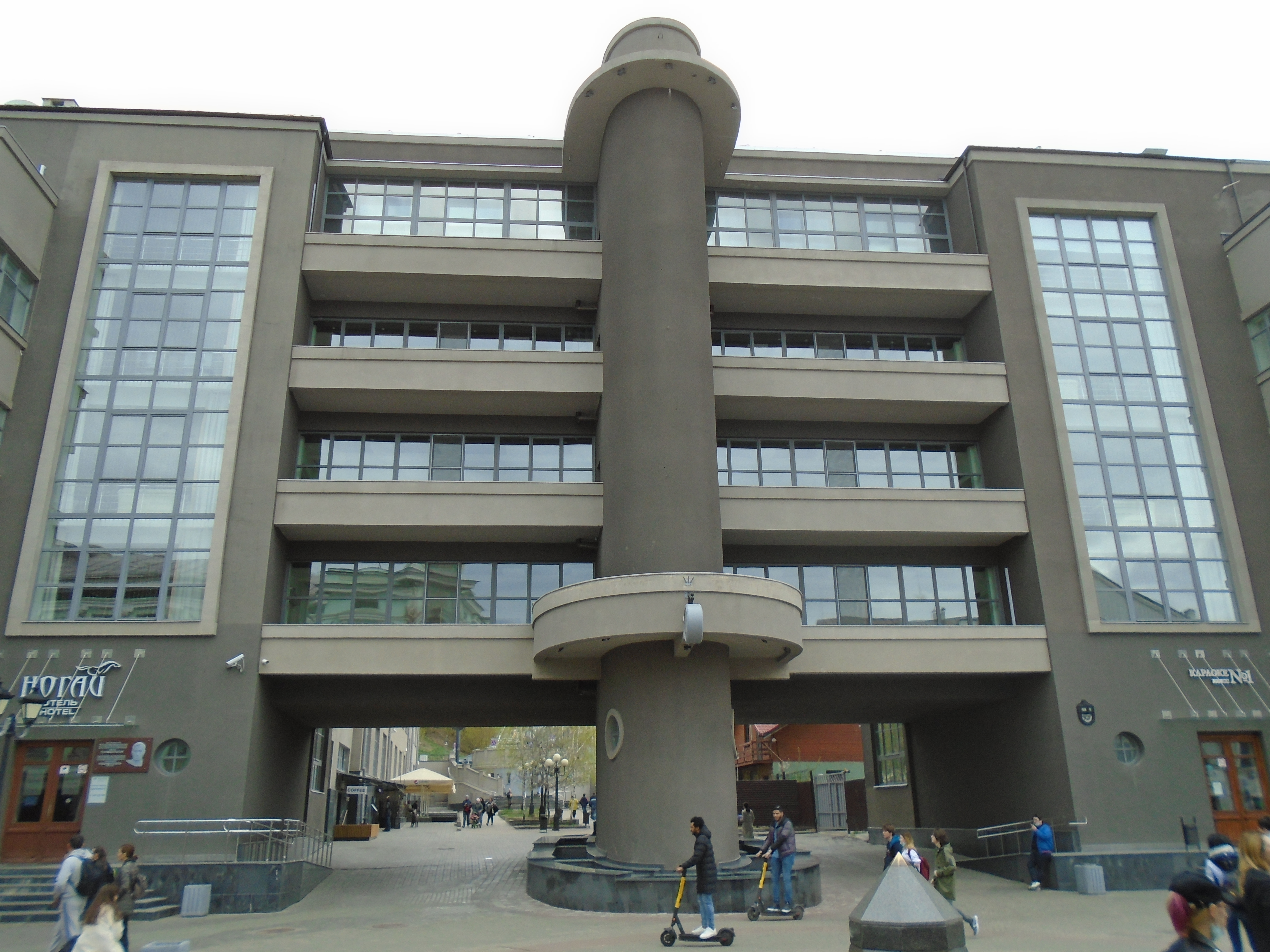
Maison de la Presse.
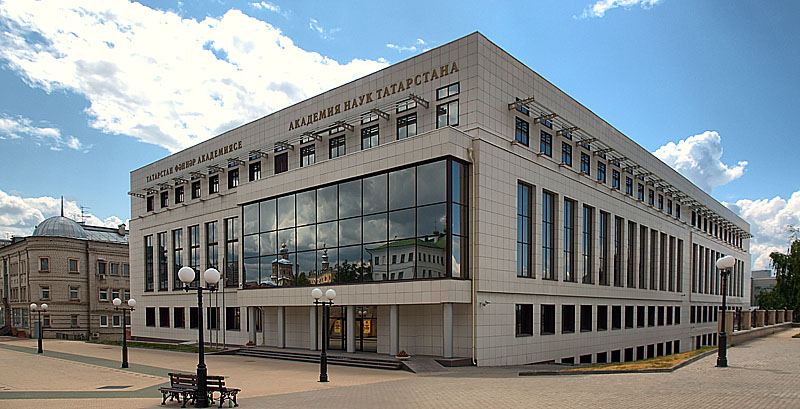
Académie des sciences du Tatarstan.